# Kameradschaft IV

Gedenktafel gefallener (Waffen-SS)-Soldaten am Ulrichsberg, Österreich, aufgestellt 1984 von der Kameradschaft IV

Die Kameradschaft IV der Waffen-SS (K IV) ist ein österreichischer Soldaten- und Traditionsverband, der  vom Dokumentationsarchiv des österreichischen Widerstandes als rechtsextrem eingestuft wird. Sie besteht aus ehemaligen Mitgliedern der Waffen-SS sowie deren Familienangehörigen und Freunden und gliedert sich in Ortsgruppen und Landesverbände. Die Bezeichnung Kameradschaft IV soll den Eindruck erwecken, dass die Waffen-SS ein vierter Wehrmachtteil neben Heer, Luftwaffe und Marine und deswegen keine verbrecherische Organisation gewesen wäre. Dieser Selbstdarstellung widerspricht die Verurteilung der SS im Nürnberger Prozess gegen die Hauptkriegsverbrecher. Damals wurde die SS als verbrecherisch eingestuft, der Generalstab und das Oberkommando der Wehrmacht aber nicht.

## Verein
Noch in der Besatzungszeit wurde 1954 die Gründung der Kameradschaft genehmigt. Im Jahre 1992 leitete das Bundesministerium für Inneres unter Minister Franz Löschnak eine Überprüfung der Tätigkeit der Kameradschaft ein. Als Folge dieser Überprüfung wurde Anzeige wegen des Verdachts des Verstoßes gegen das Verbotsgesetz gegen den Herausgeber der Vereinszeitschrift Die Kameradschaft erstattet und eine Auflösung der Kameradschaft vom Ausgang der anhängigen Gerichtsverfahren abhängig gemacht. Das Verfahren endete mit einem Freispruch des Herausgebers und das Vereinsauflösungsverfahren wurde ruhend gestellt. Das Innenministerium stellte fest, dass die Kameradschaft weiter beobachtet und das Vereinsauflösungsverfahren bei Auftauchen neuer Indizien wieder aufgenommen werde. Der Bundesverband der Kameradschaft IV beschloss im Oktober 1995 die freiwillige Selbstauflösung, um damit etwaigen vereinsrechtlichen Schritten zuvorzukommen. Landesverbände bestehen jedoch weiterhin, wenn auch die Mitgliederzahl wegen des Alters der Mitglieder mit jedem Jahr schwindet. 2005 wurde schließlich auch die von der Kameradschaft IV lange Jahre herausgegebene Zeitschrift „Die Kameradschaft“ eingestellt. Hauptinhalt dieser Publikation war die Darstellung der Waffen-SS als normale kämpfende Truppe und Militärnostalgie; daneben fanden sich auch geschichtsrevisionistische Artikel, die nicht allein die Geschichte der Waffen-SS betreffen. Ende Oktober 2008 löste sich der Landesverband der Kameradschaft IV in Salzburg wegen der sehr gering gewordenen Mitgliederzahl selbst auf.
Die Hauptaufgaben der Kameradschaft IV sind die Pflege der Kameradschaft (Heimkehrertreffen), die Pflege und Erhaltung von Kriegsgräbern und Gedenkstätten sowie das Abhalten von Gedenkfeiern für die Gefallenen und Vermissten. Die Kameradschaft ist Mitglied der Ulrichsberggemeinschaft. Sie veranstaltet traditionell einen Tag vor dem Ulrichsbergtreffen in Kärnten einen Kameradschaftsabend in Krumpendorf unter Ausschluss der Öffentlichkeit, der 1995 durch den Auftritt Jörg Haiders in die Schlagzeilen kam.

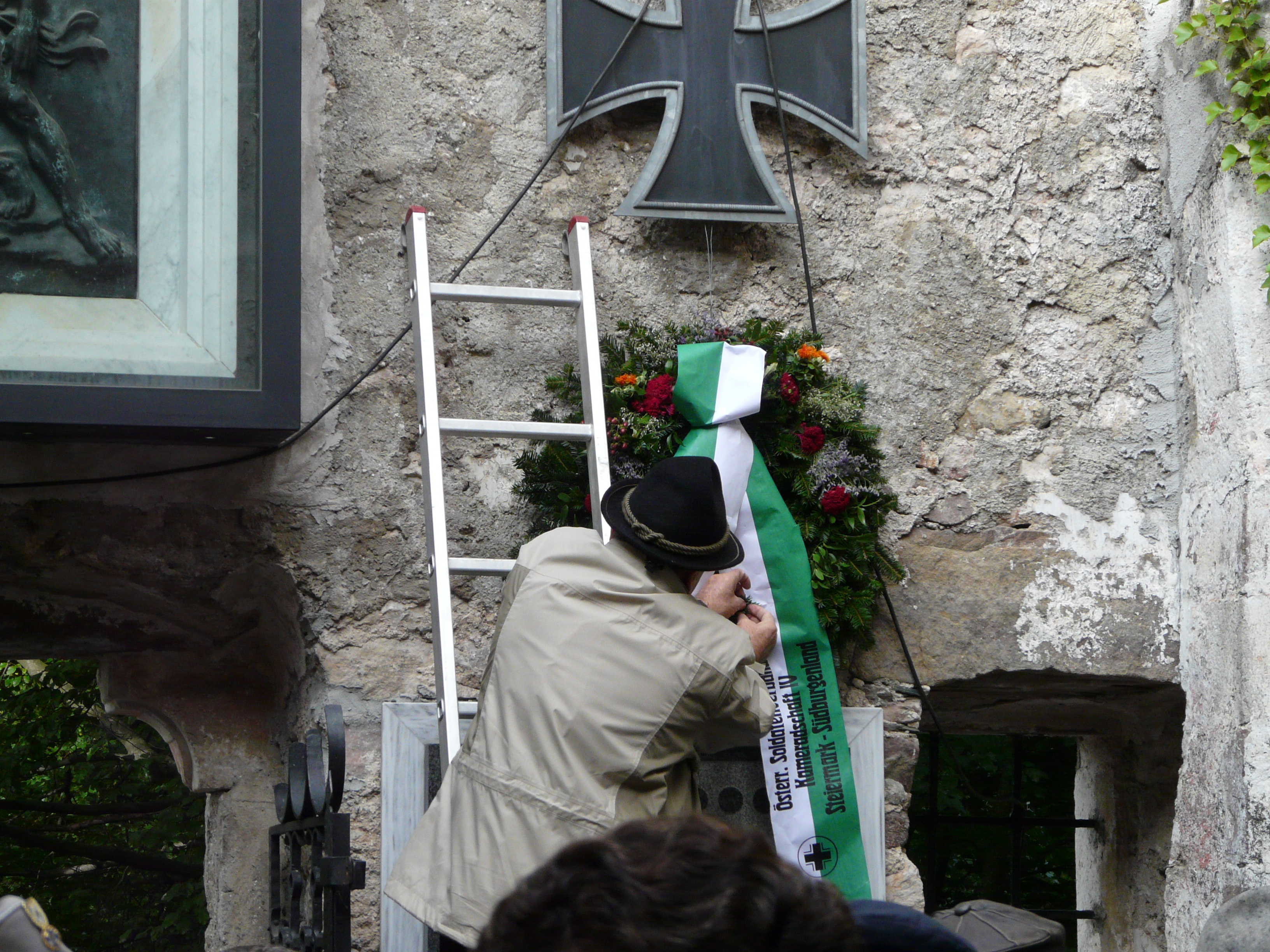
Kranzniederlegung des K IV Landesverbandes Steiermark – Südburgenland im Rahmen der Ulrichsbergfeier 2008

Bekannte (frühere) Mitglieder der Kameradschaft IV waren u. a. Sylvester Stadler, Erich Kern, Rudolf Heinz Fischer, Otto Kumm (Ehrenmitglied) und Friedrich Peter.

## Rechtsextremismus
Die Organisation arbeitete eng mit der deutschen HIAG, aber auch mit anderen rechtsextremen Organisationen zusammen. 1995 geriet Sören Kam in die Schlagzeilen, als er in Kärnten am Ulrichsbergtreffen der Veteranen der Waffen-SS in Krumpendorf teilnahm. Bei dieser jährlich stattfindenden Versammlung, an der Jörg Haider seinen Dank an die Waffen-SS aussprach, wurde Kam gefilmt. 

„Dass es in dieser regen Zeit, wo es noch anständige Menschen gibt, die einen Charakter haben und die auch bei größtem Gegenwind zu ihrer Überzeugung stehen und ihrer Überzeugung bis heute treu geblieben sind. Und das ist eine Basis, meine lieben Freunde, die auch an uns Junge weitergegeben wird. Und ein Volk, das seine Vorfahren nicht in Ehren hält, ist sowieso zum Untergang verurteilt. Nachdem wir aber eine Zukunft haben wollen, werden wir jenen Menschen, den politisch korrekten, beibringen, dass wir nicht umzubringen sind und dass sich Anständigkeit in unserer Welt allemal noch lohnt, auch wenn wir momentan nicht mehrheitsfähig sind, aber wir sind den anderen geistig überlegen. (…) Wir geben Geld für Terroristen, für gewalttätige Zeitungen, für arbeitsscheues Gesindel, und wir haben kein Geld für anständige Menschen.“

Das Dokumentationsarchiv des österreichischen Widerstandes stuft die Kameradschaft IV als rechtsextreme, Waffen-SS glorifizierende und NS-Herrschaft verharmlosende Organisation ein. Neben den Verbindungen zu anderen Traditionsvereinen und rechtsextremen Gruppen bestehen enge personelle und organisatorische Kontakte der Kameradschaft IV zur FPÖ. Mitglieder und Funktionäre dieser Partei bekleiden Funktionen in der Kameradschaft IV. Unter anderem ist Gerhard Kurzmann, der steirische Obmann der FPÖ und Landesrat, ein Mitglied der Kameradschaft IV. Gegenüber Radio Steiermark hat er sich zu dieser Mitgliedschaft bekannt und sie verteidigt.
Im Jahr 1979 plante der Landesverband Kärnten der Kameradschaft IV, sich geschlossen dem Österreichischen Kameradschaftsbund in Kärnten anzuschließen. Der damalige Präsident des ÖKB Kärnten, Brigadier Anton Holzinger, äußerte sich ablehnend: „Bei den Mitgliedern der Waffen-SS handelt es sich um sogenannte politische Soldaten. Der Kärntner Kameradschaftsbund versteht sich als unpolitischer Verein zur Pflege österreichischen Soldatentums und daher passt die Waffen-SS überhaupt nicht zu uns.“
Trotz einiger offizieller Landesvereinsauflösungen wurde im November 2008 in Rechnitz im Rahmen einer Gedenkfeier des Österreichischen Kameradschaftsbundes Burgenland ein Gedenkkranz mit der Aufschrift „Österr. Soldatenverband / Kameradschaft IV / Bez. Gr. Südburgenland“ und dem abgewandelten Motto der SS „Seine Ehre hieß Treue“ niedergelegt. Friedrich Scheubrein, Präsident des Österreichischen Kameradschaftsbunds Burgenland, distanzierte sich von der Kameradschaft IV und dem Kranz. Im Dezember 2008 wurden im Zusammenhang mit dem Text auf dem Kranz vom Amt für Verfassungsschutz zwei Männer ausgeforscht und nach dem Verbotsgesetz angezeigt.
Im April 2011 distanzierte sich der Landesverband Steiermark des Österreichischen Kameradschaftsbundes ausdrücklich von der Kameradschaft IV und stellte fest: „Eine Organisation, die das Andenken an die SS hochhält, hat im Kameradschaftsbund nichts verloren.“ Auch der burgenländische ÖKB-Vorsitzende Scheubrein stellte im Jahr 2008 im Zusammenhang mit der oben erwähnten Kranzniederlegung klar, dass die Kameradschaft IV nicht Teil des Österreichischen Kameradschaftsbundes ist.